# Ahmed Adly

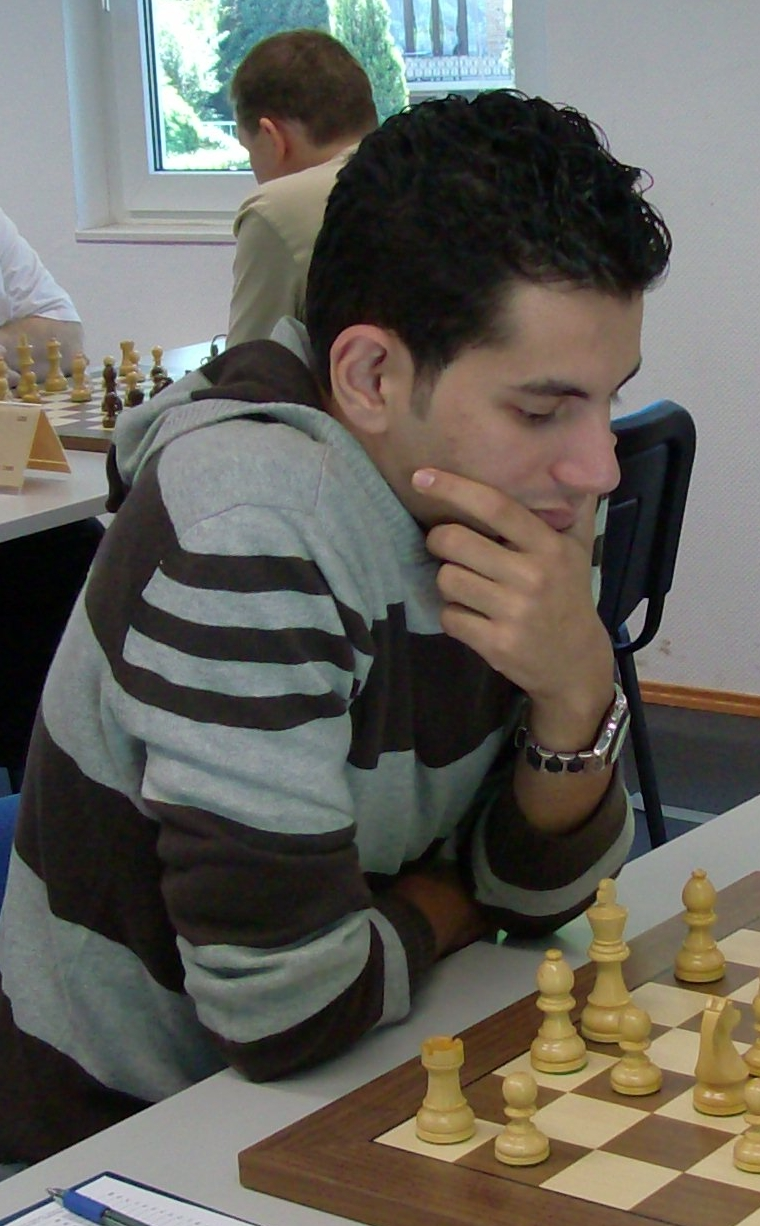
Ahmed Adly in 2008

Ahmed Adly (Arabisch: أحمد عدلي) (Caïro, 19 februari 1987) is een Egyptische schaker met een FIDE-rating van 2598 in 2015. Hij is een grootmeester.

## Carrière
- In november 2005 werd in Lusaka Zambia het Afrikaans kampioenschap schaken door hem gewonnen met 7 pt. uit 9.
- Op 7 januari 2006 won hij in Arnhem het Bieze rapidschaak-toernooi met 6.5 pt. uit7.[1]
- In het Reykjavik Open 2006 werd hij gedeeld eerste met Gabriel Sargissian, Shakhriyar Mamedyarov, Igor-Alexandre Nataf en Pendyala Harikrishna.[2]
- In oktober 2007 werd hij tot veler verrassing jeugdwereldkampioen op het  Wereldkampioenschap schaken junioren.[3]
- In 2008 werd hij bij de Internationale Hamburger Meisterschaft in Hamburg gedeeld eerste met Zigurds Lanka en Dorian Rogozenko.[4]
- Hij kwalificeerde zich voor de wereldbeker 2009 en viel in de eerste ronde uit door te verliezen van Viktor Bologan.[5]
- Ook in 2011, 2019 en 2021 won hij het Afrikaans kampioenschap schaken.